# Evan Klamer
Evan Martin Klamer (15. januar 1923 i København – 28. april 1978 i Lundtofte) var dansk cykelrytter, der i karrierens løb vandt flere seksdagesløb, han debuterede som professionel rytter i 1949, men begyndte allerede sin karriere som amatør i 1945 på Ordrupbanen. Han og makkeren Kay Werner Nielsen udgjorde "par nummer syv" ved Københavns seksdagesløb, et nummer der lige siden er blevet givet til det forventet bedste danske par ved seksdagesløb i Danmark. Boede på Grønnevænget i Charlottenlund, var gift og havde børn.
Begravet på Lyngby Parkkirkegård.

## Resultater (sejre)
- 1955: Seks-dages i Århus
- 1955: Seks-dages i København
- 1956: Seks-dages i Frankfurt a.m.